# Типрайте мак Тайдг
Типрайте мак Тайдг (Типрати мак Тайдг; др.‑ирл. Tipraite mac Taidg, Tipraiti mac Taidg; умер в 786) — король Коннахта (782—786) из рода Уи Бриуйн.

## Биография
Типрайте был сыном Тадга и внуком скончавшегося в 723 году правителя Коннахта Индрехтаха мак Муйредайга. Он принадлежал к септу Сил Муйредайг, одной из частей Уи Бриуйн Ай. Земли Уи Бриуйн Ай находились на равнине Маг Ай, располагаясь вокруг древнеирландского комплекса Круахан.
Тадг мак Индрехтайг так и не смог взойти на престол Коннахта, однако его сын Типрайте получил власть над этим королевством в 782 году, став преемником отрёкшегося от престола короля Артгала мак Катайла. Имя Тадга не упоминается во многих списках коннахтских правителей, вероятно, из-за отсутствия у него выдающихся потомков. В списке же монархов Коннахта из «Лейнстерской книги» он ошибочно наделён четырнадцатью годами правления, а его преемником на престоле назван Муиргиус мак Томмалтайг.
В 783 году Типрайте мак Тайдг и аббат Армы Дуб-да-Лете провели в Круахане церемонию «провозглашения закона святого Патрика». Этот акт предусматривал введение в Коннахте разработанного в Арме свода правил, содержащего систему наказаний и штрафов за различные преступления. Вероятно, установление Типрайте тесных связей с Армой было связано с его желанием заручиться поддержкой этой влиятельной в Ирландии обители и продемонстрировать своё намерение проводить независимую от верховного короля Ирландии Доннхада Миди церковную политику.
По свидетельствам ирландских анналов, в 784 году Типрайте мак Тайдг в сражении при Карн Конайлле (современном Горте) нанёс поражение войску коннахтского септа Уи Фиахрах Айдне, а в следующем году разгромил войско Уи Фиахрах Муаде вблизи реки Мой. Эти победы способствовали окончательному установлению монополии представителей рода Уи Бриуйн на престол Коннахта.
Типрайте мак Тайдг скончался в 786 году. После его смерти власть над Коннахтом перешла к королю Кинаэду мак Артгайлу.